# Centrolepis ciliata
Centrolepis ciliata là một loài thực vật có hoa trong họ Centrolepidaceae. Loài này được (Hook.f.) Druce mô tả khoa học đầu tiên năm 1917.